# Lionel Dugerdil
Pour les articles homonymes, voir Sophie Dugerdil.
Lionel Dugerdil, né en 1981, est une personnalité politique suisse, membre de l'Union démocratique du centre (UDC).
Il est député au Grand Conseil du canton de Genève depuis le 28 avril 2023 et président de la section cantonale de l'UDC depuis décembre 2023.

## Biographie

### Origines et famille
Lionel Dugerdil naît en 1981.
Il est marié et père de quatre enfants.

### Parcours professionnel
Jusqu'en 2010, il est sapeur-pompier au sein du Service incendie et secours, année où il reprend l’exploitation viticole familiale. Ensuite vigneron biologique, il est le plus gros fournisseur de vin biologique en vrac de Suisse. 

### Parcours politique
Lionel Dugerdil adhère à l’UDC en 2020.
Lors des élections cantonales genevoises de 2023, il est élu député au Grand Conseil du canton de Genève. 
En 2023, il est candidat aux élections au Conseil d'État du canton de Genève, où il termine onzième du premier tour et dixième du second (avec 39 281 voix), derrière la candidate non réélue des Verts Fabienne Fischer (47 104 voix) et le candidat non élu de l’Alliance genevoise Philippe Morel (42 006).
Fin 2023, il est élu président de l'UDC Genève en remplacement de Céline Amaudruz.
En 2025, lors des élections au Conseil d'État complémentaires, il est candidat au Conseil d'État du canton de Genève en remplacement d'Antonio Hodgers, démissionnaire. 

### Mandats et appartenances associatifs
Il est président du Groupement genevois de la vigne et du vin et membre du comité national de la Fédération de la vigne et du vin et du syndicat agricole Uniterre. 